# Glaukides (Bildhauer)
Glaukides (lateinisch Glaucides) war ein antiker griechischer Erzgießer, der in unbestimmter Zeit tätig war.
Er ist nur bekannt durch eine alphabetische Auflistung bedeutender Erzgießer in der Naturalis historia von Plinius dem Älteren, in der er als Erschaffer von Siegerstatuen, Krieger- und Jägerstatuen genannt wird.